# Bogertophis rosaliae
Espèce
Synonymes
- Coluber rosaliae Mocquard, 1899

Statut de conservation UICN

 LC  : Préoccupation mineure
Bogertophis rosaliae  est une espèce de serpents de la famille des Colubridae.

## Répartition
Cette espèce se rencontre en Californie aux États-Unis et dans l’État de Basse-Californie du Sud au Mexique.

## Description
Bogertophis rosaliae mesure de 85 à 150 cm.

## Étymologie
Cette espèce est nommée en référence au lieu de sa découverte : Santa Rosalia.

## Publication originale
- Mocquard, 1899 : Contributions à la faune herpétologique de la Basse-Californie. Nouvelles Archives du Museum d'Histoire Naturelle de Paris, sér. 4, vol. 1, p. 297–344 (texte intégral).